# Early Stages: The Official Bootleg Box Set 1982-1987
Early Stages: The Official Bootleg Box Set 1982-1987 è la settima raccolta del gruppo musicale britannico Marillion, pubblicato il 17 novembre 2008 dalla EMI.

## Descrizione
Si tratta di un cofanetto composto da sei CD contenenti concerti dal vivo tenuti dal gruppo tra il 1982 e il 1987, periodo in cui il cantante era Fish.

## Tracce
CD 1 – Live at The Mayfair, Glasgow 13/09/1982
1. Garden Party
2. The Web
3. He Knows You Know
4. She Chameleon
5. Three Boats Down from the Candy
6. Market Square Heroes
7. Forgotten Sons

CD 2 – Live at The Marquee, 30/12/1982 (Part 1)
1. Garden Party
2. Three Boats Down from the Candy
3. Grendel
4. Chelsea Monday

CD 3 – Live at The Marquee, 30/12/1982 (Part 2)
1. He Knows You Know
2. The Web
3. Script for a Jester's Tear
4. Forgotten Sons
5. Market Square Heroes
6. Margaret

CD 4 – Live at The Reading Festival, 27/08/1983
1. Grendel
2. Garden Party
3. Script for a Jester's Tear
4. Assassing
5. Charting the Single
6. Forgotten Sons
7. He Knows You Know
8. Market Square Heroes

CD 5 – Live at Hammersmith Odeon 14/12/1984
1. Assassing
2. Garden Party
3. Cinderella Search
4. Punch and Judy
5. Jigsaw
6. Chelsea Monday
7. The Pseudo-Silk Kimono
8. Kayleigh
9. Bittersuite
10. Heart of Lothian
11. Incubus
12. Fugazi

CD 6 – Live at Wembley Arena 05/11/1987
1. Slainte Mhath
2. White Russian
3. Incubus
4. Sugar Mice
5. Fugazi
6. Hotel Hobbies
7. Warm Wet Circles
8. That Time of the Night
9. The Last Straw
10. Kayleigh
11. Lavender
12. Heart of Lothian

## Formazione
- Fish – voce
- Mark Kelly – tastiere
- Ian Mosley – batteria
- Steve Rothery – chitarra
- Pete Trewavas – basso/voce
- Mick Pointer – batteria
- Andy Ward – batteria
- John Martyr – batteria
- Corie Jonas – cori